# سوكالو

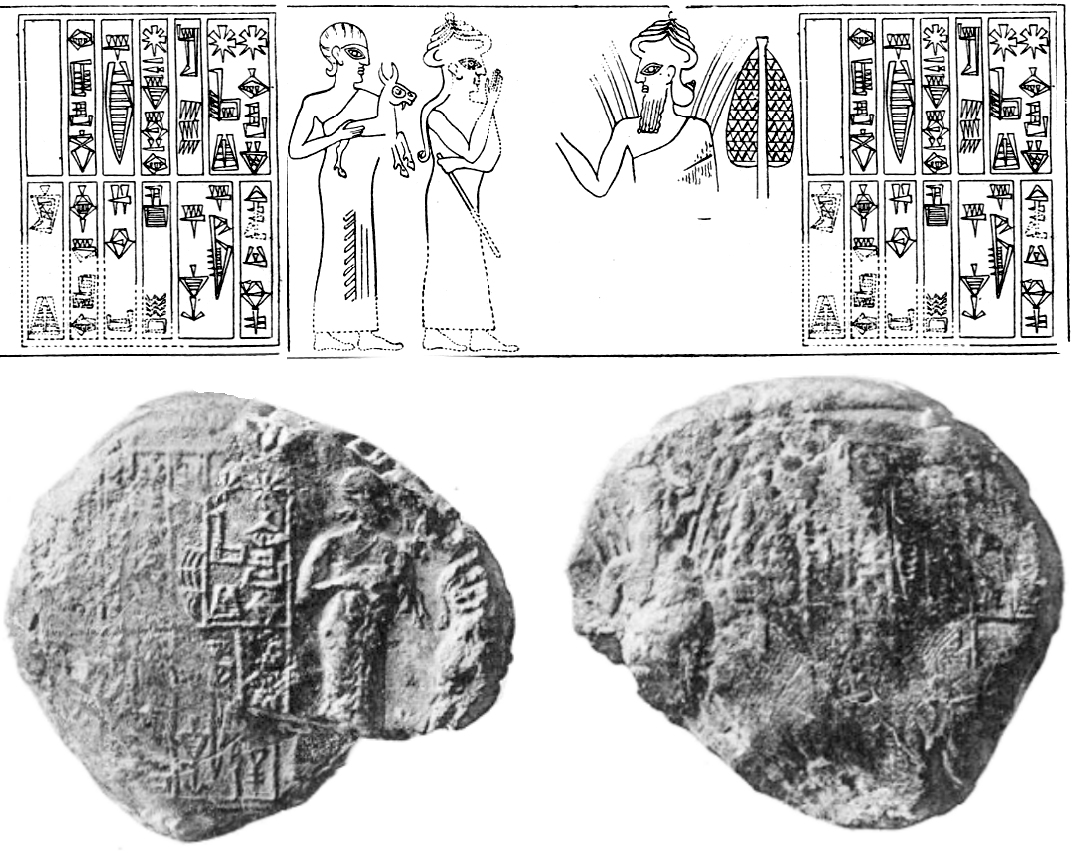
ختم لوغال أوشومجال كخادم لنارام سين

سوكالو أو سوكال أو سَكَل أو وصيف أو أمين سر المرء أو خليل أو معاون أو وزير أو موظف البلاط أو مستشار أو الوكيل القضائي (بالإنجليزية: Sukkal)‏، هو مُصطلح يرجع إلى الفترة البابلية القديمة، يُطلق ويُراد به الموظف الحكومي المدني أو المفوَّض أو الرسول. ويُطلق أيضا على فئة من المسؤولين الرسميين القائمين بأعمال الملوك، وعلى فئة من الآلهة التي تعمل كنظير إلهي للمسؤول البشري.